# Équipe des États-Unis de rugby à XV à la Coupe du monde 2003
L'équipe des États-Unis a terminé quatrième de la poule B de la Coupe du monde de rugby 2003.

## Résultats
(voir également Coupe du monde de rugby 2003)
4 matchs, 1 victoire, 3 défaites.
86 points marqués (9 essais dont 7 transformés, 9 pénalités), 125 points encaissés.

### Poule B
- 15 octobre : Fidji 19 - 18 États-Unis
- 20 octobre : Écosse 39 - 15 États-Unis
- 27 octobre : États-Unis 39 - 26 Japon
- 31 octobre : France 41 - 14 États-Unis

Les États-Unis terminent quatrième de son groupe et sont éliminés.

### Meilleur marqueur d'essais
- Kort Schubert : 3 essais

### Meilleur réalisateur
- Mike Hercus : 51 points

## Composition
Les joueurs ci-après ont joué pendant cette coupe du monde 2003.

### Première ligne
- Daniel Dorsey (4 matchs)
- Kirk Khasigian (4 matchs, 1 essai)
- Richard Liddington (1 match)
- Mike MacDonald (4 matchs)
- Jacob Waasdorp (2 matchs)

### Deuxième ligne
- Luke Gross (4 matchs)
- Gerhard Klerck (1 match)
- Alec Parker (3 matchs)

### Troisième ligne
- Oloseti Fifita (1 match)
- Jurie Gouws (3 matchs)
- Dave Hodges (4 matchs)
- Dan Lyle (4 matchs)
- Kort Schubert (4 matchs, 3 essais)

### Demi de mêlée
- Kevin Dalzell (4 matchs)
- Kimball Kjar (2 matchs)

### Demi d’ouverture
- Mike Hercus (4 matchs, 2 essais, 7 transformations, 9 pénalités)
- Matt Sherman (1 match)

### Trois-quarts centre
- Kain Cross  (2 matchs)
- Phillip Eloff (4 matchs, 1 essai)
- Jason Keyter (2 matchs)
- Salesi Sika (3 matchs)
- Mose Timoteo (1 match)

### Trois-quarts aile
- David Fee (4 matchs)
- Riaan van Zyl (4 matchs, 2 essais)

### Arrière
- John Buchholz (3 matchs)
- Paul Emerick (3 matchs, 1 carton jaune)
- Link Wilfley (1 match)
- Matthew Wyatt (2 matchs)